# Ivan Kantakuzen (pinkernes)
Ivan Kantakuzen Komnen Angelos (Ιωάννης Καντακουζηνός Κομνηνός Ἄγγελος) bio je grčki plemić, doux i pinkernes. Bio je guverner teme Thrakēsiōna te je zapovijedao ekspedicijom koju je 1249. poslao car Ivan III. Duka Vatac protiv stanovnika Genove koji su okupirali Rodos. 
Oženio je plemkinju Irenu Paleolog, sestru Mihaela VIII. Paleologa. Irena je Ivanu rodila Teodoru, Mariju, Anu i Eugeniju. Moguće je da su imali još jednu kćer.
Marija je postala carica Bugarske; Ivanovi su zetovi preko nje bili Aleksije Philes, car Konstantin Tih i car-seljak Ivajlo. 
Ivan je postao redovnik Joanikije.